# 라이트 세이드 프레드
라이트 세드 프레드(Right Said Fred)는 1989년에 결성된 잉글랜드의 팝 음악 그룹이다. 1991년 공개된 노래 "I'm Too Sexy"가 전세계적으로 히트쳤다.